# Claude Lechatellier
Claude Lechatellier (* 17. Dezember 1946 in Caligny) ist ein ehemaliger französischer Radrennfahrer.

## Sportliche Laufbahn
1962 begann seine radsportliche Laufbahn im Flers Club seines Heimatortes. Lechatellier (in einigen zeitgenössischen Medien auch Le Chatellier) war Mitglied der französischen Nationalmannschaft (mit Andre Desvages, Gérard Swertvaeger und Henri Heintz), die bei den UCI-Straßen-Weltmeisterschaften 1965 die Bronzemedaille im Mannschaftszeitfahren gewann. Kurz zuvor war er Zweiter der Tour de l’Yonne hinter Bernard Guyot geworden. 1967 siegte er bei der Tour de la Manche. 1970 gewann er den Grand Prix de l’Équipe.
Er war Teilnehmer der Olympischen Sommerspiele 1968 in Mexiko-Stadt, wobei er mit dem französischen Vierer einen enttäuschenden 15. Platz im Mannschaftszeitfahren belegte.
1970 gewann er die Circuit Cycliste Sarthe vor Ryszard Szurkowski. Im Mai des Jahres bestritt er die Internationale Friedensfahrt, die er auf dem 23. Rang des Gesamtklassements beendete. Im Herbst beendete er die Tour de l’Avenir als Fünfter (im Jahr zuvor wurde er 50.) Auch die Amateurausgabe des Rennens Paris–Tours konnte er gewinnen. Als Amateur erzielte er mehr als 60 Siege.
1974 fuhr er eine Saison als Berufsfahrer, konnte aber keine Erfolge erzielen. Er startete bei der Vuelta a España, schied jedoch auf der 13. Etappe aus. Als sein Radsportteam im Herbst aufgelöst wurde, nahm er wieder den Amateurstatus an und fuhr noch einige Zeit erfolgreich Radrennen.